# جعفرآباد (اشتهارد)
جعفرآباد (اشتهارد)، روستایی از توابع دهستان پلنگ آباد ، شهرستان اشتهارد در استان البرز ایران است.

## جمعیت
این روستا در دهستان پلنگ‌آباد قرار دارد و براساس سرشماری مرکز آمار ایران در سال ۱۳۹۵، جمعیت آن۴۰۰۰ نفر (۱۰۰۰خانوار) بوده‌است.